# 코르사코프 증후군

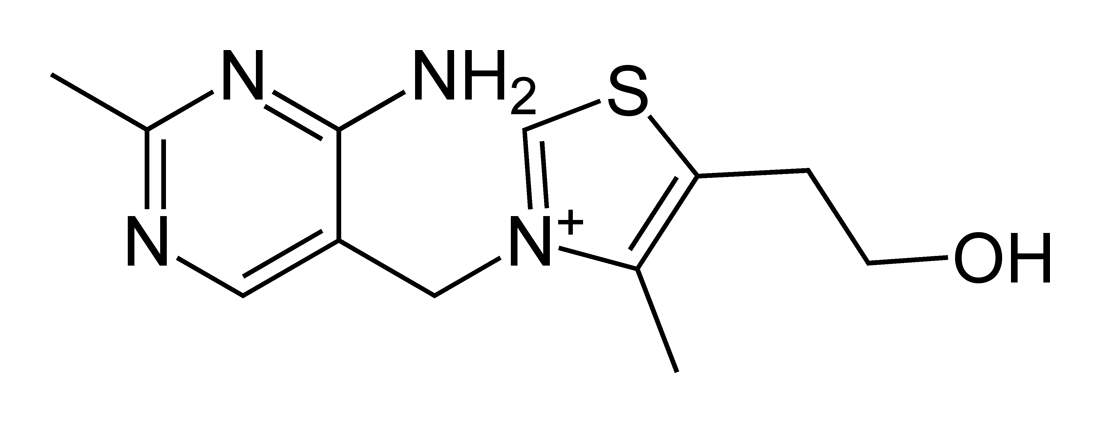

코르사코프 증후군(Korsakov’s syndrome)은 뇌의 티아민(비타민B1)의 결여에 의해 생기는 신경학적 장애이다. 기억 상실-작화 증후군(amnesic-confabulatory syndrome)이라고도 불리는 이 증후군은 신경 정신학자 세르게이 코르사코프(Sergei Korsakoff)에 의해 명명되고 대중화되었다.

## 원인
- 비타민 B1 결핍
- 알코올중독 - 위 내막의 염증으로 영양상태가 불량해질 수 있고 티아민 결핍을 유발
- 식이 결핍과 지속되는 구토, 식이 장애, 화학 요법의 영향
- 심한 임신 오조(hyperemesis gravidarum)를 겪는 임신 여성
- 수은 중독
- 지네에 물린 경우(일본)

## 증상
6가지 주요 증상이 있다.
- 진행성 기억상실
- 역행성 기억상실, 심각한 기억 손실
- 작화(confabulation) – 새로 지어낸 기억은 때때로 까맣게 지워진(blackout) 기억과의 차이로 인해 사실처럼 만들어 낸다.
- 대화 시 불충분한 내용
- 통찰력(insight) 부족
- 무관심, 무감동(apathy) – 어떤 일에 대해 빠른 관심이 없고 일반적으로 변화에 대해 무관심하다.

이 같은 증상은 티아민(비타민B1)의 결핍에 의하며 이는 전반적인 대뇌 위축뿐만 아니라 시상의 유두체와 내측 시상의 손상이 원인이라고 생각된다. 유두체의 위축은 고해상도의 MRI를 통해 볼 수 있다. 베르니케 뇌병증(Wernicke’s encephalopathy)이 코르사코프 증후군을 동반할 때 베르니케- 코르사코프 증후군(Wernicke-Korsakoff's syndrome)이라고 부른다. 코르사코프는 베르니케 뇌병증의 연속체이며 치료되지 않은 베르사코프 뇌병증의 80%에서 나타난다. 코르사코프 증후군은 뉴런의 손실(뉴런의 손상: 중추 신경계를 지탱하는 세포 손상의 결과인 신경아교증), 출혈, 유두체의 출혈을 포함한다. 시상후 내측 핵 또는 앞쪽의 손상은 또한 이 장애와 연관이 있다.

### 징후
- 무관심
- 실조증
- 혼수
- 작화
- 눈을 조절하는 근육의 마비
- 역행성 그리고 진행성 기억 상실
- 진전(tremor)
- 상황을 인지하는 통찰력(insight)의 결여

## 치료
티아민 결핍은 내측 시상핵과 유두체의 비가역적인 손상을 유발하기 때문에 특별한 치료법이 없다. 예전에는 코르사코프 증후군 환자는 하루 종일 관리가 필요하다는 것이 통설이었다. 지금도 어느 정도는 사실이지만, 재활치료를 통해 제한적이나마 독립적인 생활이 가능하다. 정맥 주사나 근육주사를 통해 티아민을 대체하거나 보충하며 동시에 적절한 영양과 수분 공급을 통해 치료한다. 그러나 질병으로 인한 기억상실과 뇌 손상은 티아민 대체 치료에도 반응하지 않을 수 있다. 약물 치료를 추천하는 경우도 있다. 만약 치료가 성공적이라면 회복이 느리고 불완전하지만 2년 이내에 차도가 있을 것이다.

## 예방
코르사코프 증후군을 예방하는 가장 효과적인 방법은 비타민 B와 티아민 결핍을 피하는 것이다. 티아민 결핍은 식이 섭취 시 결핍 될 수 있다. 고도로 공정된 탄수화물 음식(흰 쌀밥, 흰 밀가루, 흰 설탕)을 주로 섭취하는 경우에는 티아민 결핍 위험성이 높다. 흰 쌀밥은 비타민을 대부분 제거한다. 또한 티아민을 신체에서 더 필요로 하는 경우에도 결핍이 올 수 있다. 이러한 경우는 갑상선 질환, 임신, 모유 수유하는 경우(3~4주의 영아), 열이 나는 경우이며 간 질환이 있는 경우에도 비타민의 대사 과정을 방해하기 때문에 결핍되기 싶다. 티아민 보충제는 구강으로 섭취할 수 있고 결핍을 교정할 수 있다.

## 참고 문헌
1. Vander Sherman Luciano (2001). Human physiology The Mechanism of Body Function, eighth edition. McGraw-Hill Higher Education
2. S. Marc Breedlove, Neil V. Watson, and Mark R. Rosenzweig(2010). Biological Psychology: An Introduction to Behavioral, Cognitive, and Clinical Neuroscience, sixth edition. Sinauer